# Pablo Aimar
Pablo César Aimar (født 3. november 1979 i Río Cuarto, Argentina) er en argentinsk tidligere fodboldspiller (offensiv midtbanespiller). Han spillede en årrække for Valencia CF, samt for River Plate i den argentinske Primera Divisíon, Real Zaragoza, Benfica samt for Johor Darul Takzim.
Aimar vandt med River Plate tre argentinske mesterskaber. Han var med Valencia CF desuden med til at vinde La Liga i både 2002 og 2004, samt UEFA Cuppen og UEFA Super Cuppen i 2006.

## Landshold
Aimar står nåede 52 kampe og otte scoringer for Argentinas landshold, som han debuterede for i 1999. Han repræsenterede blandt andet sit land ved VM i 2002 og VM i 2006, samt ved Confederations Cup 2005.

## Titler
Argentinske Mesterskab
- 1997, 1998 og 2000 med River Plate

La Liga
- 2002 og 2004 med Valencia CF

UEFA Cup
- 2004 med Valencia CF

UEFA Super Cup
- 2004 med Valencia CF